# Wilhelm von dem Bussche-Ippenburg
Friedrich Wilhelm Georg Christian Clamor Graf von dem Bussche-Ippenburg gen. von Kessell (* 23. Februar 1830 in Berlin; † 11. Juni 1897 in Ippenburg) war ein deutscher Rittergutsbesitzer und Parlamentarier.

## Familie
Wilhelm von dem Bussche-Ippenburg wurde als Sohn preußischen Landrats und Politikers Julius von dem Bussche-Ippenburg und der Thora geb. Gräfin von Bernstorff (1809–1873), Tochter des königlich preußischen Staats- und Cabinettsministers Christian Günther von Bernstorff, geboren. Das Paar hatte folgende Kinder:
- Elisabeth (1856–1938), Freiin, ⚭ 1879 Heinrich von Loesch († 1922)
- Julia (* 1867), Freiin, ⚭ 1888 Erhard Graf von Wedel († 1931)
- Hermann (1869–1943), Graf, ⚭ 1906 Vera von der Decken (1884–1965)
- Frieda (* 21. März 1871 in Ippenburg; † 23. März 1949 in Bisdorf), Freiin, war seit dem 1. Juli 1890 mit Werner-Karl-Hermann Graf von der Schulenburg-Wolfsburg (1857–1924) verheiratet und ist in Rothenfelde (Wolfsburg) bestattet, ihr Grabmal ist bis heute erhalten.[1]
- Albrecht (* 1875), Freiherr, ⚭ 1906 Gisela von Wentzky und Petersheyde (* 1883)

## Leben
Wilhelm von dem Bussche-Ippenburg studierte an der Rheinischen Friedrich-Wilhelms-Universität Bonn. 1851 wurde er Mitglied des Corps Borussia Bonn. Er war Fideikommissherr des Rittergutes Hackhausen, Schlosshauptmann von Osnabrück und von 1879 bis 1897 aufgrund persönlicher Berufung Mitglied des Preußischen Herrenhauses. Er starb auf dem Familiensitz Schloss Ippenburg.